# 菅野賢治
菅野賢治（かんの　けんじ、1962年-　）は、フランス文学者、東京理科大学教授。
岩手県生まれ。1986年東京大学教養学部教養学科フランス分科卒業、同大学院仏文科博士課程単位取得退学。1994年パリ第10大学（ナンテール）文学研究科博士課程修了、東大文学部助手、1995年一橋大学法学部助教授、1998年東京都立大学人文学部助教授、2008年東京理科大学理工学部教授。

## 著書
- 『ポール・レオトーの肖像』水声社　2001
- 『ドレフュス事件のなかの科学』青土社　2002
- 『フランス・ユダヤの歴史（上） 古代からドレフュス事件まで』慶應義塾大学出版会 2016
- 『フランス・ユダヤの歴史（下） 二〇世紀から今日まで』慶應義塾大学出版会 2016
- 『「命のヴィザ」言説の虚構 リトアニアのユダヤ難民に何があったのか？』共和国　2021
- 『「命のヴィザ」の考古学』共和国　2023

### 翻訳
- マルセル・リュビー『ナチ強制・絶滅収容所 18施設内の生と死』筑摩書房 1998
- ジョルジュ・ミノワ『未来の歴史 古代の預言から未来研究まで』平野隆文共訳、筑摩書房 2000
- ルイ・アルチュセール『フロイトとラカン 精神分析論集』石田靖夫・小倉孝誠共訳、人文書院　2001
- 『ゾラ・セレクション「時代を読む 1870-1900」』小倉孝誠共編訳、藤原書店 2002
- レオン・ポリアコフ『反ユダヤ主義の歴史』1・3巻 筑摩書房 2005。2巻は合田訳
  - 4・5巻は合田正人共監訳、小幡谷友二・高橋博美・宮崎海子訳、筑摩書房 2006-2007
- ヤコヴ・ラブキン『トーラーの名において シオニズムに対するユダヤ教の抵抗の歴史』平凡社　2010、平凡社ライブラリー 2025
- ヤコヴ・M.ラブキン『イスラエルとは何か』平凡社新書 2012
- アーノルド・ゼイブル『カフェ・シェヘラザード』共和国 2020